# Drostenhuis (Zwolle)
Het Drostenhuis aan de Melkmarkt in Zwolle is een zestiende-eeuwse regentenwoning met een rijke uitstraling. Het huis werd in 1551 gebouwd in opdracht van Heer Engelbert van Ensse. Van Ensse bekleedde de functie van Drost van Drenthe en rentmeester van Salland; vandaar de naam 'Drostenhuis'. Van  1996 tot 2017 was het Stedelijk Museum Zwolle in het pand gevestigd en vanaf 2022 museum 'ANNO'.

## Bewoners
De eerste bewoner Engelbert van Ensse was een zeer vermogend man. Hij was een overtuigd katholiek en  vertrouwensman van de vorsten uit het Habsburgse huis, keizer Karel V en Philips II van Spanje. Bovendien was hij kapitein in het Spaanse leger. Engelberts zoon Johan Godefried en kleinzoon Engelbert Requin werden vervolgens eigenaar. De laatste was tevens bezitter van De Groote Scheere te Holthone en kasteel De Swanenburgh in Vorchten. 
In 1674 vluchtte E.R. van Ensse van het huis Ter Scheer voor de Staatse troepen van Prins Maurits en vestigde zich tijdelijk in het Drostenhuis. Hij vertrok daarna spoedig naar de Swanenburgh te Vorchten bij Heerde. 
Na hem woonden nog vele regenten in dit pand. Het werd ingericht naar de smaak van de regententijd.
Vanaf 1897 was in het Drostenhuis gedurende enkele jaren het eerste rooms-katholieke ziekenhuis van Zwolle gevestigd. Het was de voorloper van De Weezenlanden, het latere Isala.

## Museum
In de periode als stedelijk museum werden in het gebouw stijlkamers ingericht die de woonomgeving van de Zwolse stadsregenten in de Gouden Eeuw lieten zien. Ook waren er allerlei kunstvoorwerpen te zien. Het werd in 2017 gesloten en de collectie zou worden overgedragen aan het Historisch Centrum Overijssel. In 2022 werd het Drostenhuis onder verantwoordelijkheid van het 'Erfgoed Platform Zwolle' onderdeel van het nieuwe museum ANNO. Het behandelt archeologie, bouwhistorie, monumenten en archieven van de stad Zwolle.